# 三元坝站
三元坝站是位于贵州省遵义市桐梓县松坎镇的一个铁路车站，邮政编码563207。车站建于1965年，有川黔铁路经过该站，现办理客货运业务，车站及其上下行区间均已电气化。车站距离重庆站194公里，隶属成都铁路局，是四等站。

## 图片

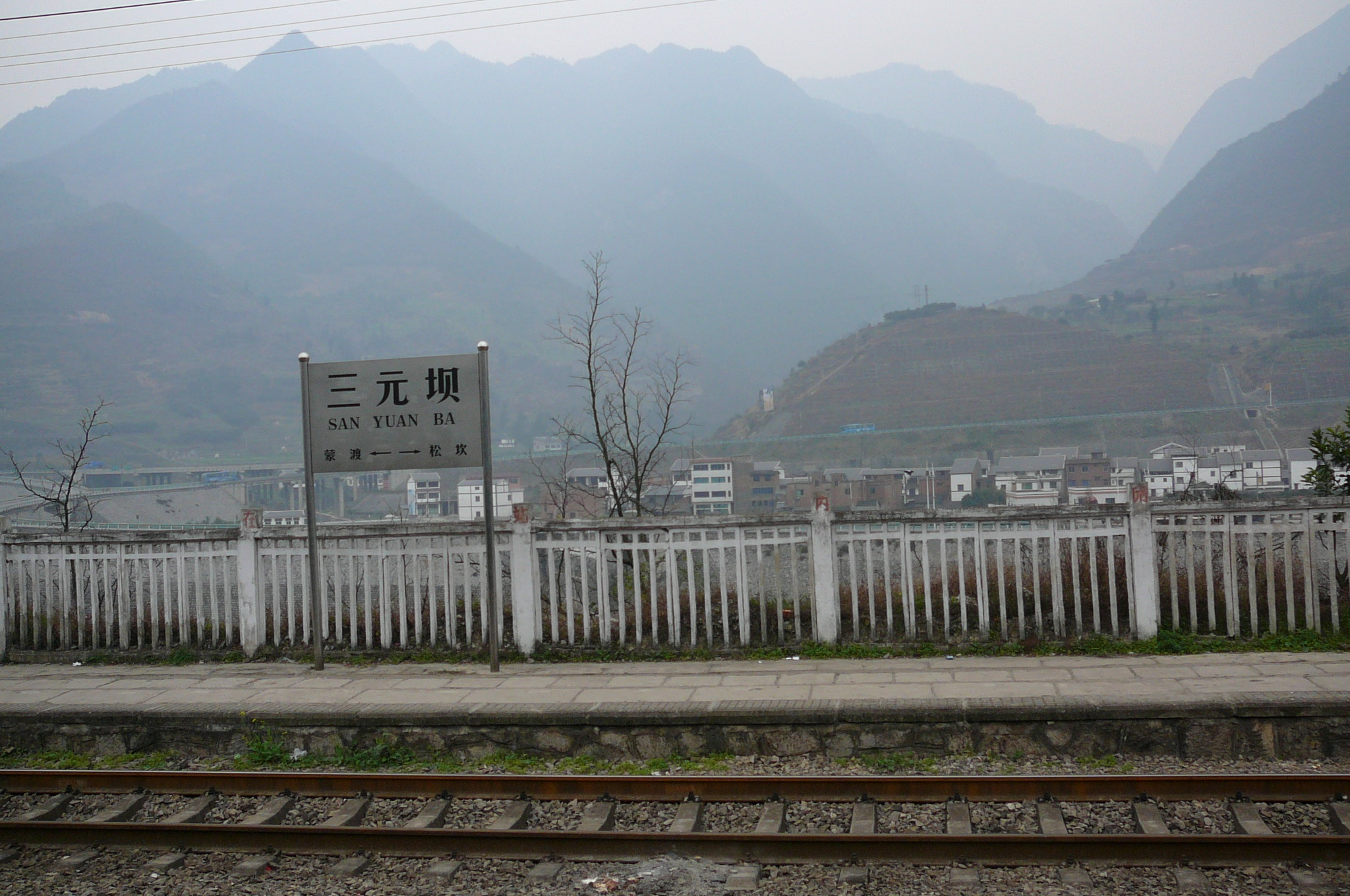
站牌
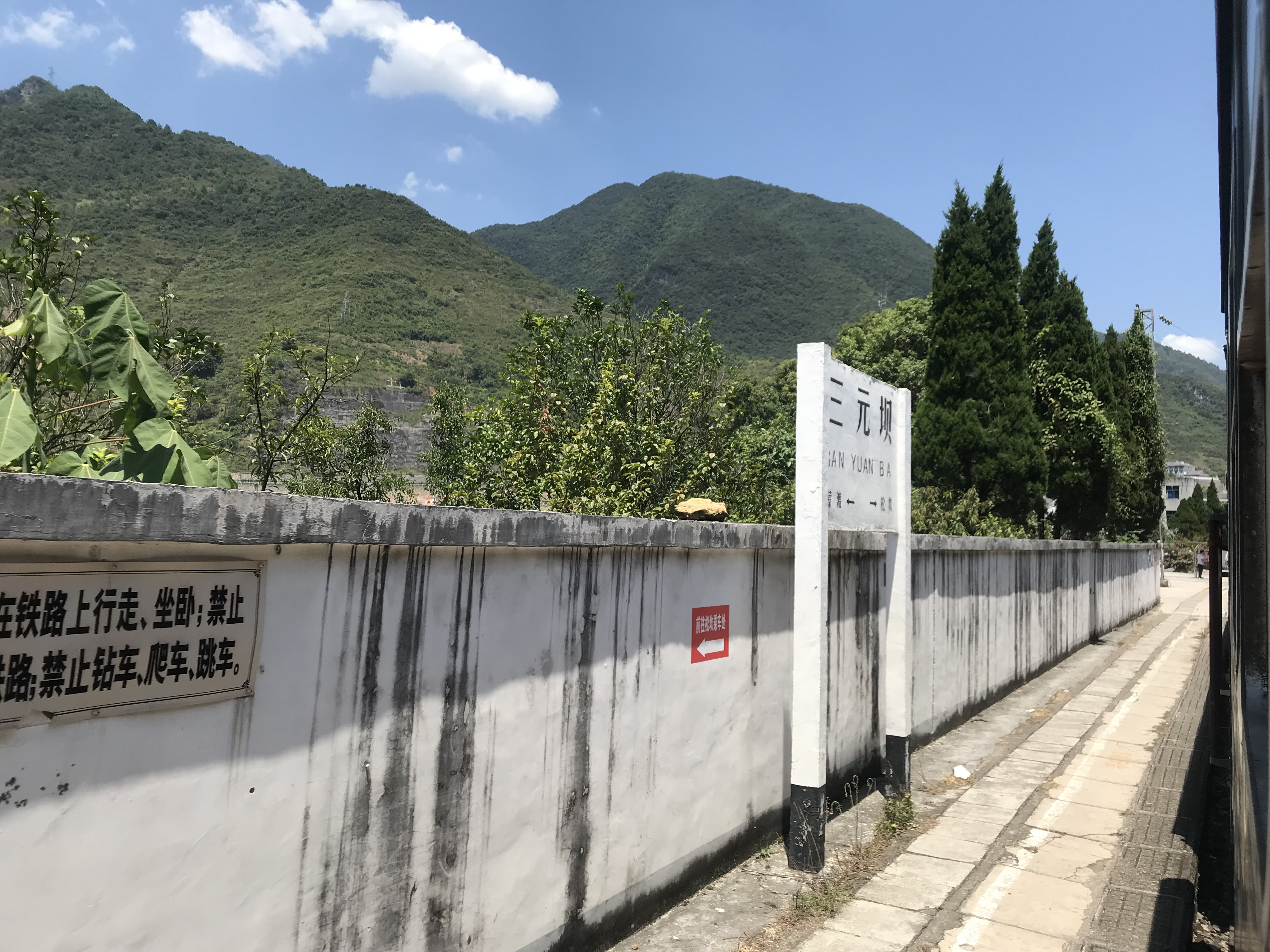
站牌
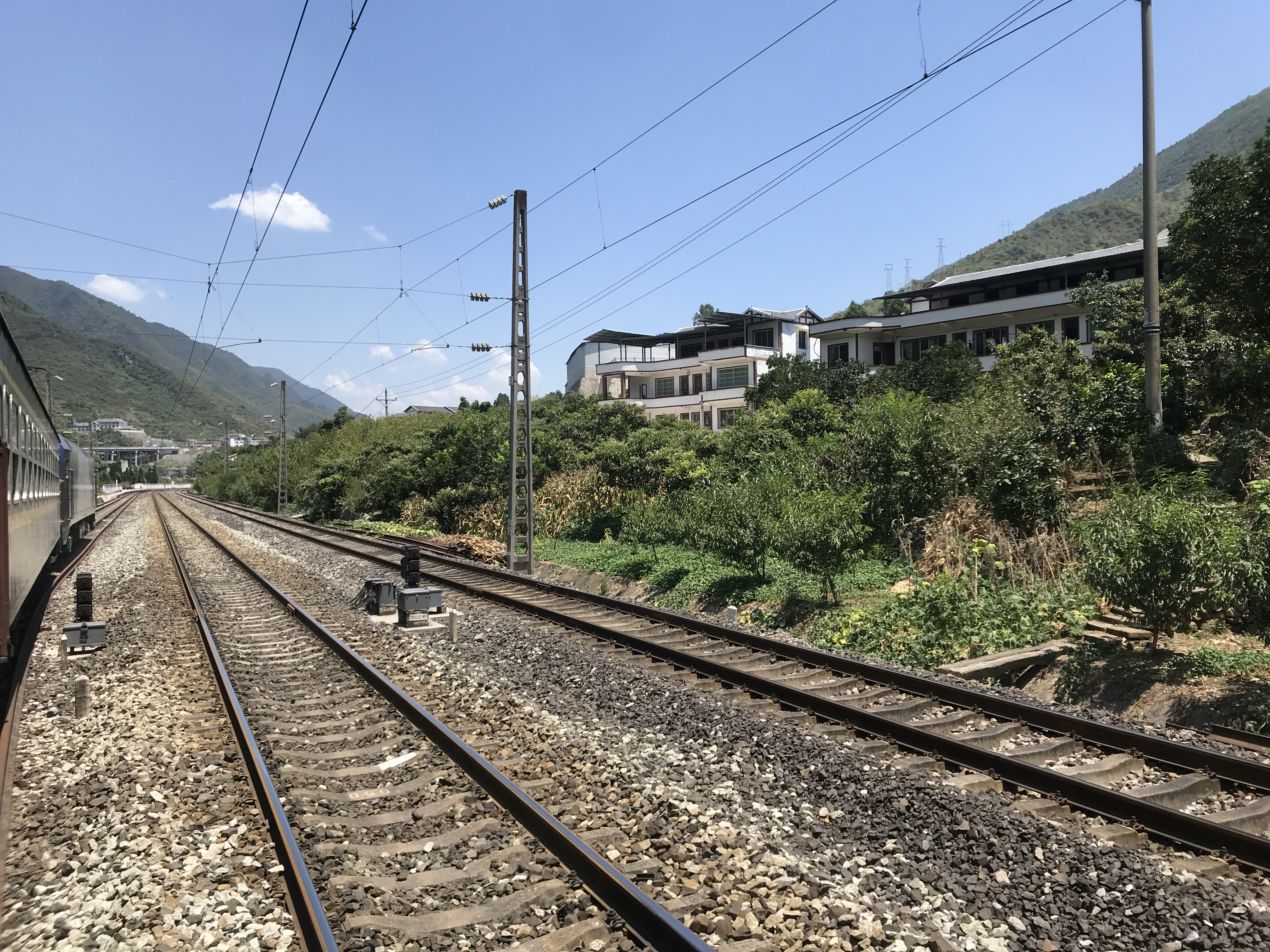
站内股道